# Antoni Gotarde i Bartolí
Antoni Gotarde i Bartolí, né à Barcelone en  (Catalogne le 23 février 1853 et mort à Olot en 1920, est un photographe catalan de nationalité espagnole. Son travail montre la société d'Olot au début du XXe siècle.

## Biographie
Fils d'un chapelier originaire de Valladolid, Antoni Gotarde nait à Barcelone en 1853. Il se marie en 1886 avec Antònia Camps Socarrats (Olot, 1862-1935), qui vivait dans cette ville depuis sept ans et où elle exerçait comme institutrice. Le couple déménage en 1890 à Olot, rue Sant-Esteve, où naît en 1892 leur fille unique Carme, qui deviendra elle aussi une photographe réputée. En 1895, la famille déménage au n° 15 de la place des Capellans, aujourd'hui place Esteve Ferrer, adresse qui sera celle d'Antoni Gotarde jusqu'à sa mort. Fixé à Olot, celui-ci travaille d'abord comme artiste peintre, décorateur et restaurateur d'œuvres d'art, aussi bien pour des particuliers que pour des institutions religieuses (notamment pour l'église Saint-Estève d'Olot). De 1901 à 1903, il est directeur artistique de l'atelier d'images religieuses El Sagrado Corazón. Il s'investit pleinement dans la photographie à partir de 1908, bien que l'on sache qu'il s'y consacrait épisodiquement depuis 1897. Il devient un portraitiste réputé, et les publicités qu'il fait paraître à l'époque montrent qu'il disposait des dernières avancées technologiques, telles que le procédé de photo gravure par exemple. Malade depuis plusieurs années, il meurt en 1920.

## Fonds personnel
Le fonds personnel d'Antoni Gotarde i Bartolí et celui de sa fille Carme sont conservés aux Archives comarcales de la Garrotxa, à Olot. Après la mort de Carme Gotarde en 1953, ces collections étaient passées entre les mains de Joan Aubert Camps, architecte municipal de la ville, qui les conserve alors dans une cave, où elles souffriront de l'humidité. Dans les années 1990, cette collection est léguée à Alexandre Cuéllar Bassols, publiciste et ancien secrétaire de la mairie d'Olot, qui trie les images abimées, en garde quelques-unes pour lui, puis la lègue à son tour à un autre habitant de la ville, Melcior Teixidor. Ce dernier conserve la collection dans son propre atelier de photographie. À partir de décembre 2010, il permet aux services de la ville de numériser l'ensemble du fonds, tâche qui est achevée en février 2011. Entre-temps, la collection est déménagée aux Archives comarcales de la Garrotxa.
L'ensemble du fonds d'Antoni Gotarde et de sa fille Carme est constitué en majeure partie de portraits de la société d'Olot et des environs, de 1890 à 1947. On y trouve en particulier de nombreux portrait de la famille Aubert. La collection comprend aussi des photos de paysages des environs, des reproductions d'œuvres d'art et des pièces réalisées par les ateliers d'images religieuses d'Olot.